# Acaill
Acaill (auch Oileán Acla; anglisiert Achill Island) ist eine Insel in der Grafschaft Mayo und mit 146 km² die größte Insel Irlands abgesehen von der Hauptinsel. Auf Acaill leben 2569 Menschen (Stand: 2011). Rund 87 Prozent der Insel sind von Torfmooren bedeckt. Die Insel ist seit 1887 über die Michael Davitt Bridge (bei der Ortschaft Gob an Choire im Osten der Insel) mit dem Festland der Halbinsel An Corrán verbunden. Die heutige Brücke stammt aus dem Jahr 2008, nachdem auch die 1947 ersetzte Brücke den Verkehr nicht mehr aufnehmen konnte.
In der Vergangenheit wurden einige Versuche unternommen, die Industrie auf der Insel voranzutreiben, aber bis heute ist der Haupteinnahmezweig der Tourismus, der sich zwischen 1960 und 1970 entwickelt hat. Das Gaelic-Football-Feld der Insel sowie eine Secondary School liegen auf dem Festland nahe der Ortschaft Polranny.

## Geschichte
Man geht davon aus, dass zwischen 4000 und 3000 v. Chr. etwa 500 bis 1000 Menschen auf Acaill lebten. Aus späterer Zeit stammt ein Ruder, das in der Nähe des Crannógs von Dookinella gefunden wurde. Bevor die neolithischen Siedler mit dem Ackerbau begannen, dürfte Acaill überwiegend von Wäldern bedeckt gewesen sein. Während der Eisenzeit nahm die Besiedlung der Insel zu – kleine Befestigungen an den Küsten stammen aus dieser Zeit.
Grace O’Malley unterhielt im 16. Jahrhundert eine Burg bei Kildavnet (Kildavnet Tower, irisch Túr Chill Dhamhnait) auf der Insel. Im 17. und 18. Jahrhundert gab es aufgrund der Ulster Plantation eine große Migration vom irischen Festland (vor allem aus Ulster) nach Acaill.
Durch diese Zuwanderung wurden im 19. Jahrhundert zwei Dialekte auf Acaill gesprochen, was dazu führte, dass bei der Volkszählung von 1824 die Orte mit zwei verschiedenen Namen aufgeführt wurden. Auch heute findet man auf Karten noch verschiedene Namen einzelner Orte.

## Sehenswürdigkeiten
Keel East ist eine Megalithanlage, die während des 4. und 3. Jahrtausends v. Chr. im Neolithikum auf Acaill errichtet wurde.

### Keem Bay
Keem Bay (irisch Trá na Coime) im äußersten Westen nahe Achill Head gilt als einer der schönsten Strände Irlands. Über eine kurvenreiche Abfahrt erreicht man ihn. Er liegt eingebettet zwischen 198 m und 450 m hohen Hügeln und wird auch zum Surfen genutzt. Die Landspitze südlich von Keem Bay endet im Moytoge Head, auf dem noch heute eine britische Wachstation aus dem Ersten Weltkrieg steht, mit der man Waffenlieferungen an die IRA unterbinden wollte.
Wer einen Blick auf die höchsten, noch nicht vom Fremdenverkehr erschlossenen Klippen Irlands (Cliffs of Croaghaun) werfen möchte, muss den recht steilen Aufstieg (ohne ausgewiesene Wege) auf den grasbewachsenen Achill Head auf sich nehmen.

Achill-Island
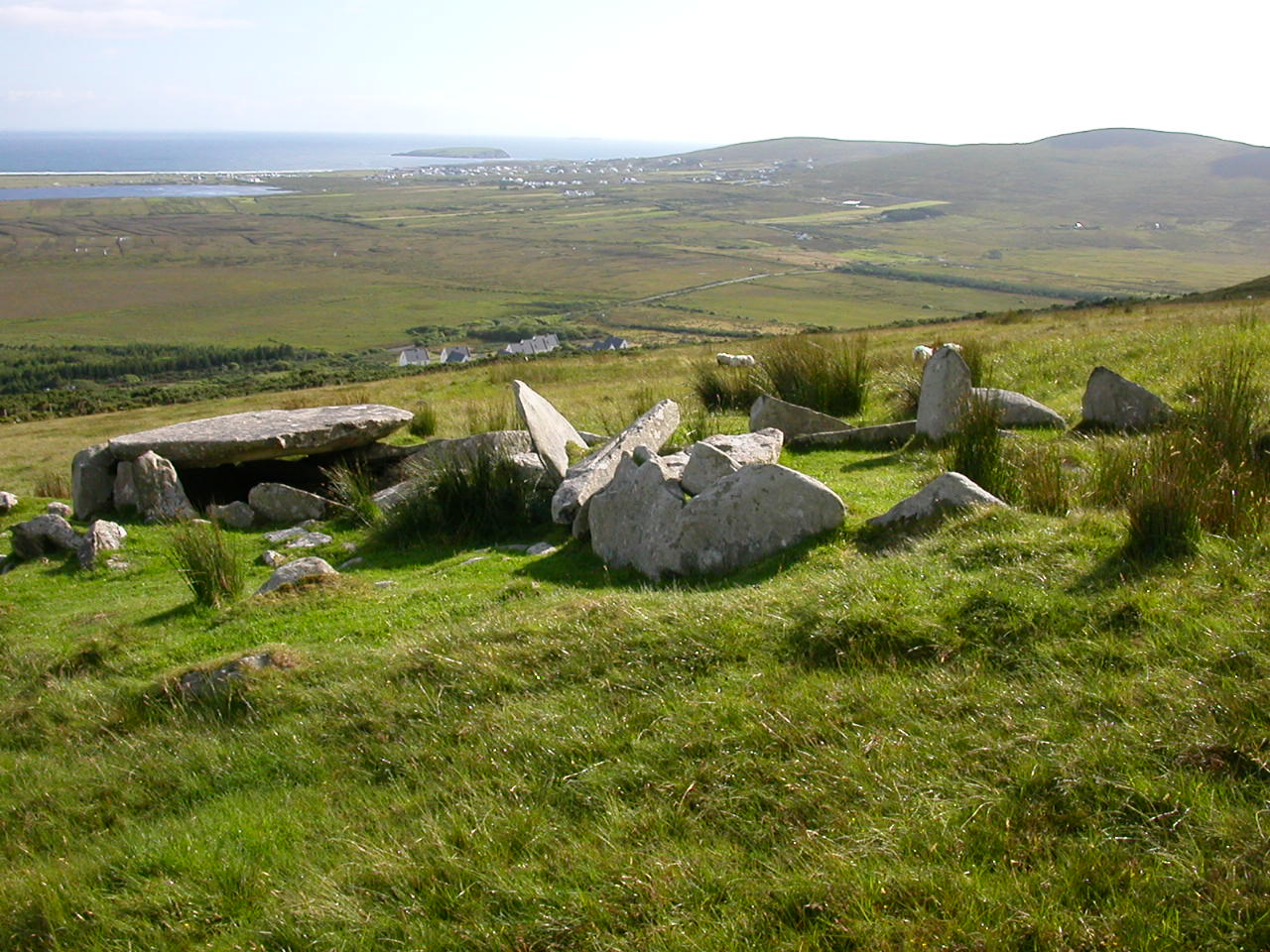
Neolithisches Grab auf Acaill
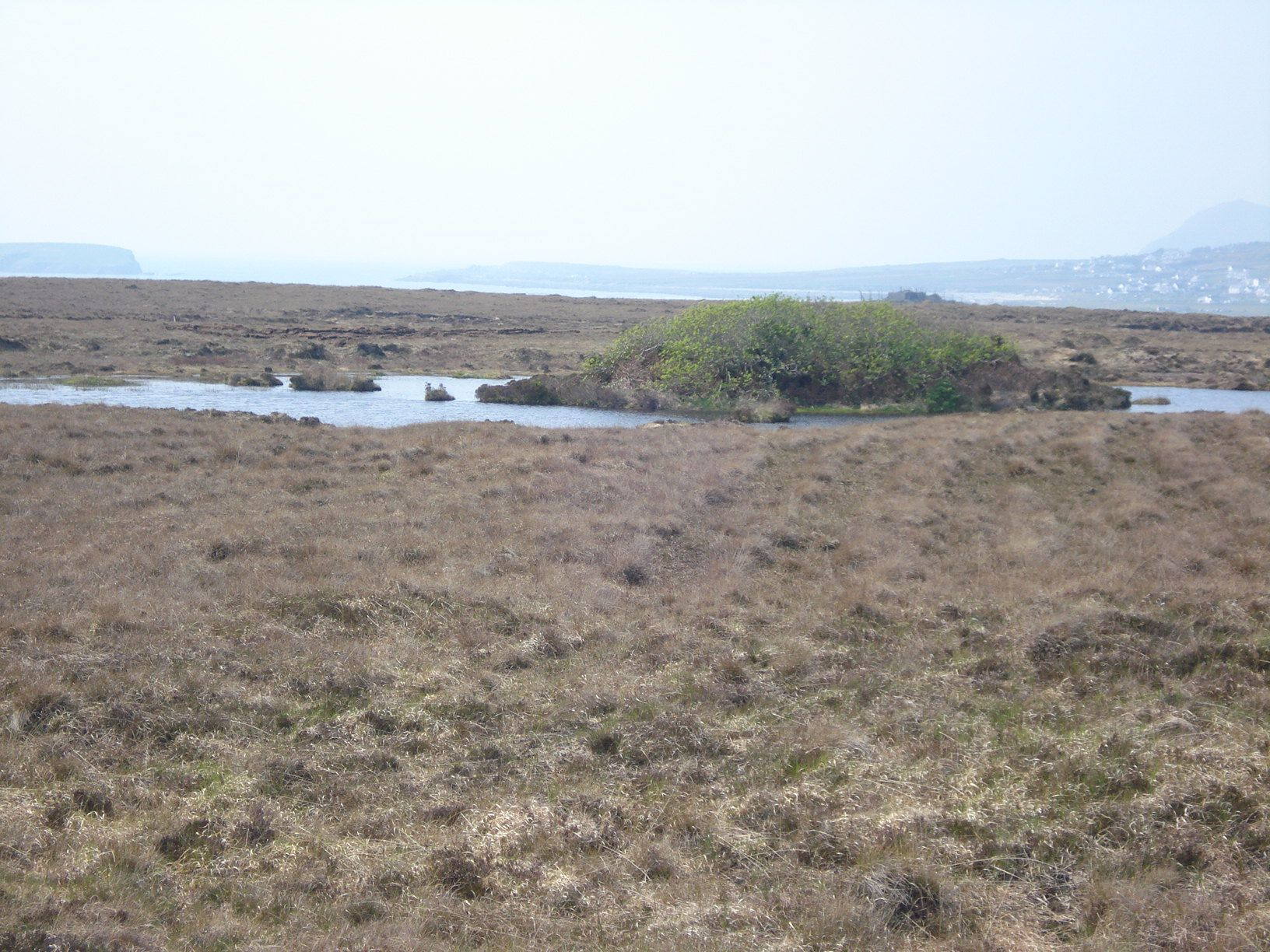
Crannóg Dookinella auf Acaill
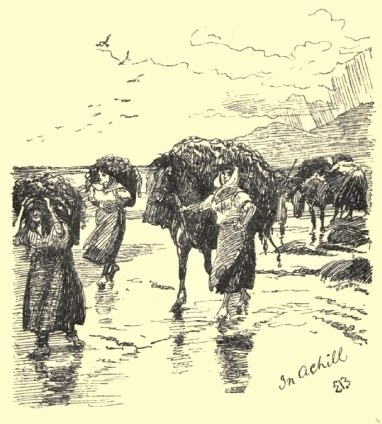
“Our Escort Into Glenaragh”, Skizze von Elizabeth Thompson, um 1909.
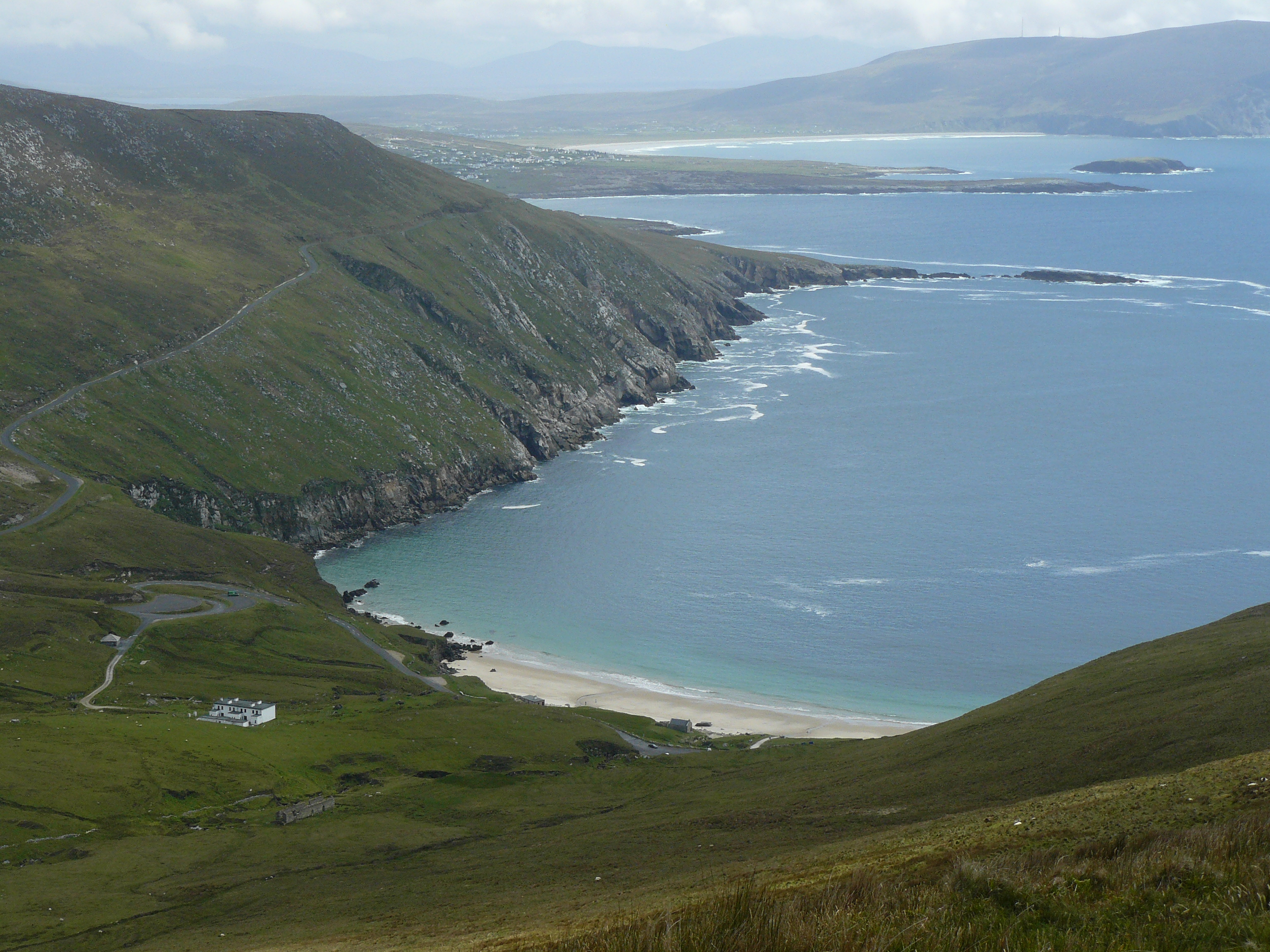
Keem Bay
Klippen am Achill Head im äußersten Westen der Insel
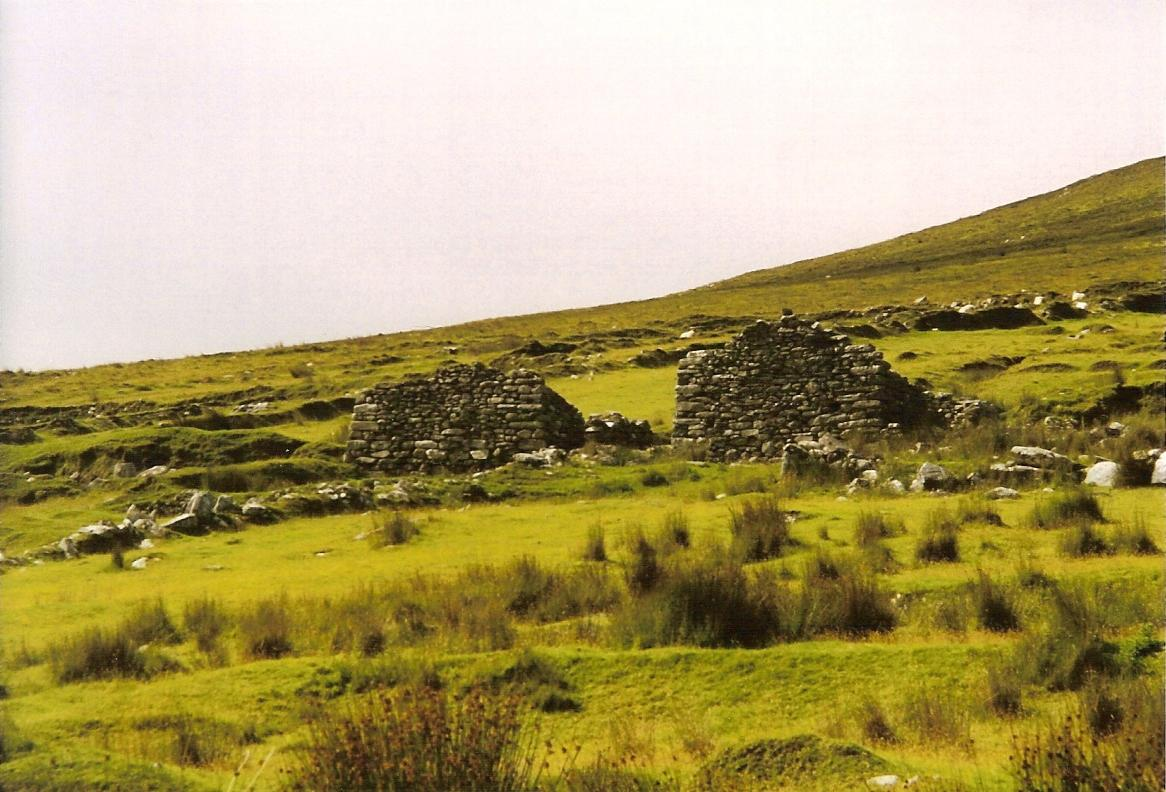
Zwei Häuser des Deserted Village
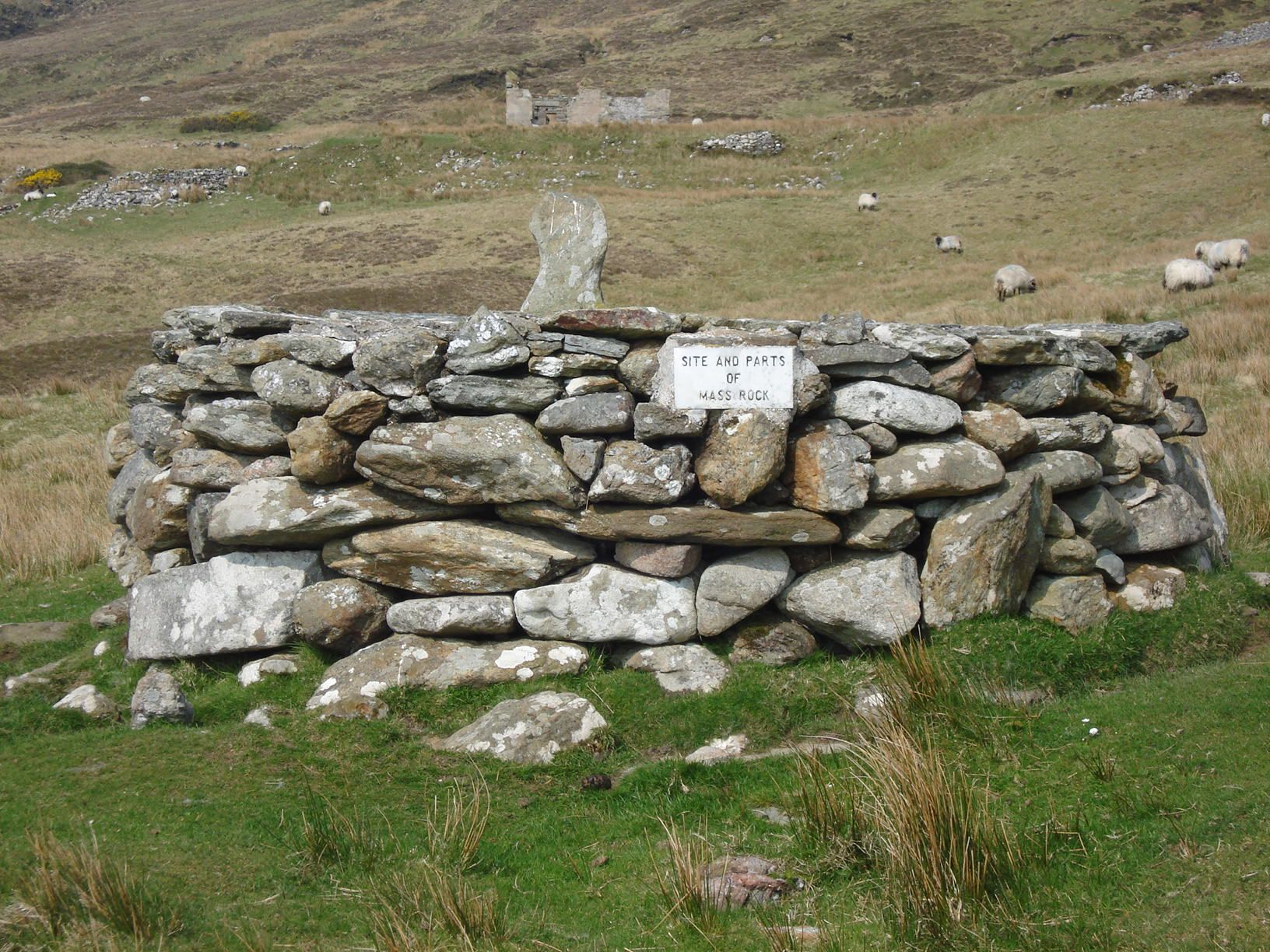
Mass Rock an der Keem Bay
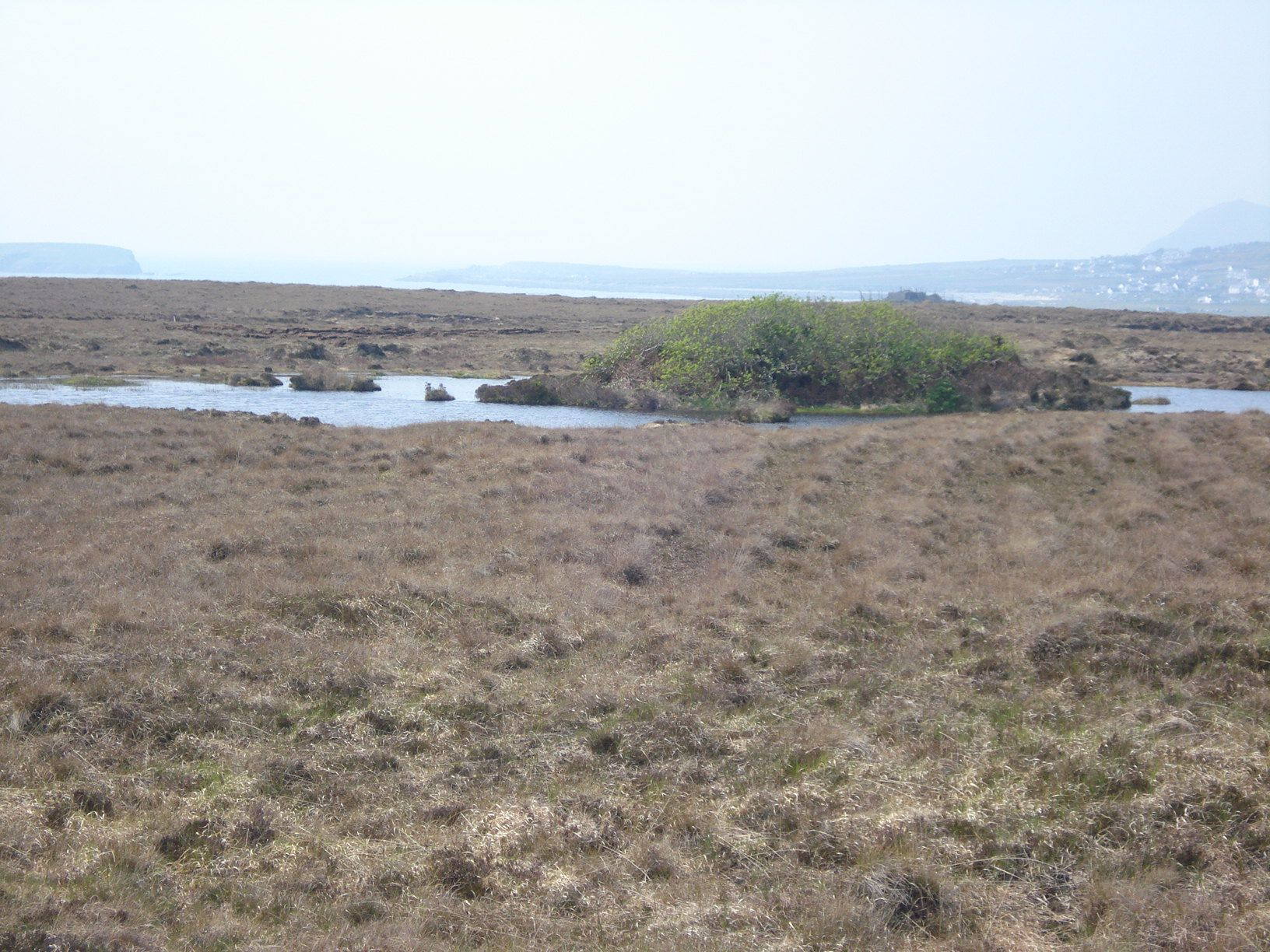
Crannóg

2022 war Keem Bay Drehort für den Film The Banshees of Inisherin.

### Atlantic Drive
Der Atlantic Drive (irisch Bóthar an Atlantaigh) im Süden und Westen der Insel bietet viele eindrucksvolle, teilweise sehr windanfällige Aussichtspunkte auf die Insel, auf Buchten und die Brandung des Atlantiks, wie beispielsweise bei Camport Bay, einer südöstlich von Dumha Éige gelegenen Bucht.

### Deserted Village
Das Ruinendorf Deserted Village (irisch Baile Tréigthe) liegt im Norden an den Ausläufern des 671 m hohen Slievemore. Es wurde im 19. Jahrhundert infolge der großen Hungersnot in Irland (1845–1849) verlassen. Die noch erhaltenen Mauern des rund 100 Steinhäuser umfassenden Dorfes geben einen kleinen Einblick in die damaligen Lebensbedingungen der irischen Landbevölkerung. Neue Untersuchungen legen jedoch nahe, dass das Dorf lediglich im Sommer im Rahmen der Transhumanz genutzt wurde – im Herbst kehrten die Bewohner mit ihrem Vieh in die Gebiete nahe dem Ozean (wie Dooagh oder Pollagh) zurück. Westlich des Dorfes befindet sich ein alter britischer Genueserturm, der als Wachturm gegen eine französische Invasion genutzt wurde. In der Gegend befindet sich das 5000 Jahre alte neolithische Court tomb Doogort West und die Heilige Quelle von Keel East. Der Crannóg von Loughannascaddy ist nur vier Kilometer entfernt.

### Acaill Beag
Acaill Beag (deutsch: Klein-Achill) ist eine kleine Insel südlich von Acaill. 1965 wurden sämtliche Bewohner von Acaill Beag nach Acaill sowie die umliegende Gegend auf dem Festland umgesiedelt. Die größte Siedlung befand sich im Zentrum der Insel, umrahmt von zwei Bergen im Norden und Süden der Insel. Auf Acaill Beag gibt es einige Ferienwohnungen, die jedoch nur selten bewohnt sind. Die Insel erreicht man nur über den Seeweg und nach vorheriger Vereinbarung von An Chloch Mhór aus.
An der Südspitze von Acaill Beag befindet sich ein Leuchtturm, der 1965 errichtet wurde.

### Achill-henge
Als Achill-henge wird ein massiver runder Betonbau aus 30 etwa vier Meter hohen Säulen mit mehr als 100 m Umfang bezeichnet, der an Stonehenge erinnert. Er wurde im November 2011 durch den lokalen Bauunternehmer und Aktivisten Joe McNamara als Grabmal für den Keltischen Tiger nordöstlich von Pollagh erbaut. Da keine Planungsgenehmigung für die Struktur existierte, wurde er mittlerweile verurteilt, den Bau wieder zu entfernen, was im Mai 2015 jedoch noch nicht passiert war.

### Strand von Dooagh
1984 wurde der Sand am Strand von Dooagh durch starke Stürme weggespült. Fortan prägten Steine und Felsen den Streifen zwischen dem Ort und dem Meer. Mitte April 2017 wurden die Steine während eines Kälteeinbruchs bei ungewöhnlich starkem Wind mit Sand aus dem Meer überdeckt. Fast zwei Jahre lang gab es in Dooagh wieder einen etwa 300 Meter langen Sandstrand, was zu einem kurzfristigen Anstieg des Tourismus führte. Im Januar 2019 wurde der Strand während eines Wintersturms wieder zurück ins Meer gespült.
Aufnahmen aus dem Jahr 1890 belegen, dass der Strand damals ebenfalls sandlos war. Das Anspülen und Abtragen von Sand an diesem Küstenabschnitt ist daher ein wiederkehrendes Ereignis.

## Wirtschaft
Obwohl es eine Reihe von Versuchen gab, kleinere Industriebetriebe anzusiedeln, basiert die Wirtschaft noch heute großteils auf dem Tourismus, der sich in den 1960er und 1970er stark entwickelt hatte. Während des 19. und 20. Jahrhunderts erhielten Bewohner von Acaill eine Subvention, wenn sie und ihre Familien trotz Arbeit im Ausland auf Acaill wohnen blieben, um diese abgelegene Region zu stärken. Durch den Wirtschaftsaufschwung in Irland ergaben sich mehr Möglichkeiten, auf der Insel oder im nahen Umfeld Arbeit zu finden. Landwirtschaft und Viehzucht (vor allem Schafe) spielen wegen der Verbreitung der Torfmoore auf der Insel nur eine untergeordnete Rolle und lohnen sich auch nur wegen EU-Subventionen.
Auch die Fischerei, einst ein signifikanter Teil der Wirtschaft, verliert immer mehr an Bedeutung, wobei die Insel in der Vergangenheit unter Haifischern sehr berühmt war. Vor allem der Riesenhai wurde hier wegen seines Trans gejagt.
Auf der Insel gibt es folgende größere Siedlungen: Gob an Choire, Keel, Dooagh, Dooega, Doogort, An Caiseal, Dún Ibhir und Bun an Churraigh.

## Persönlichkeiten
Gutsverwalter Charles Cunningham Boycott (1832–1897), auf den der Begriff Boykott zurückgeht, lebte hier.
Der Maler Paul Henry (1877–1958) lebte von 1910 bis 1919 auf der Insel. Einige seiner wichtigsten Werke, vor allem Landschaftsmalereien, entstanden hier.
Auch Heinrich Böll besuchte in den 1950er und 1960er Jahren die Insel in seinen Urlauben. Das Irische Tagebuch ist in dieser Zeit entstanden. Das Ruinendorf Deserted Village hat Böll im fünften Kapitel beschrieben („Skelett einer menschlichen Siedlung“). Böll kaufte 1958 ein Haus auf der Insel, das heute von der ortsansässigen Achill Heinrich Böll Association Künstlern für jeweils einige Wochen zur Verfügung gestellt wird, um dort zu arbeiten. Eine Besichtigung dieses Hauses ist ausdrücklich nicht gestattet, um den jeweiligen Stipendiaten nicht zu stören. Laut Judith Hermann, die dort war, gibt es da neben großer Abgeschiedenheit insbesondere ein Bücherbord mit Werken von allen Autoren, die je zuvor dort gearbeitet haben.
Von 1973 bis 1979 war Herbert Friess (1909–1997) Pfarrer der Church of Ireland auf Achill Island. Er stammte aus Markneukirchen, war Pfarrer der Evangelisch-Lutherischen Landeskirche Sachsens, bis er als Widersacher der Nationalsozialisten und der Deutschen Christen 1939 amtsenthoben und im selben Jahr durch Bischof George Bell in die anglikanische Kirche aufgenommen wurde.